# Свети Диоклеј
Свети преподобни Диоклеј или Диоклет је хришћански светитељ, који је живео у 4. веку.

## Живот
Као млад је стекао темељно образовање (граматика и филозофија). Са двадесет и осам година отишао је у пустињу да живи као отшелник.
Тамо је живео више од тридесет и пет година. Тамо га је посетио аутор Лавсаика, и водио разговор с њим. Преподобни Диоклеј је говорио: „Ум људски, ако само одступи од добре помисли, да ли ће се спасти или ће пропасти?”  
На питање аутора Лавсаика: „Како је, оче, могуће да људски ум стално борави у божанским мислима?” , одговорио је: „Како човек навикне, било са добрим било са рђавим помислима, онако и живи”.
Православна црква га спомиње 19. јула.